# Iltalehti
Iltalehti (traducible al español como Prensa de la tarde) es un tabloide finlandés, que fue fundado en 1980 y pertenece al grupo Alma Media. Es el tercer periódico en tirada y difusión, siendo superado tan solo por los diarios del grupo Sanoma (Helsingin Sanomat e Ilta Sanomat), y el primero más leído en Internet. Se engloba dentro de la prensa sensacionalista.
El tabloide fue fundado en 1980, y en principio era una edición vespertina del diario Uusi Suomi. Pero, tras la desaparición de este último en 1991, Iltalehti pasó a ser el periódico principal. Presenta un estilo más desenfadado que la prensa nacional, compitiendo de forma directa con Ilta Sanomat, y se caracteriza por mostrar noticias relacionadas con noticias llamativas, deporte, famosos y prensa rosa.